# 刑部卿局
刑部卿局（ぎょうぶきょうのつぼね、生没年不詳）は、安土桃山時代から江戸時代初期の女性。千姫の侍女。乳母とされることもある。大坂の陣における千姫の大坂城脱出に従い、その後も長らく老女として千姫に仕えた。
江戸時代における「縁切寺」の一つとして知られる満徳寺（現在の群馬県太田市徳川町）の寺伝によれば、刑部卿局は俊澄尼を称して同寺の住職を務めたという。

## 生涯

### 千姫に仕える
千姫（のちに天樹院）は慶長2年（1597年）に生まれ、慶長8年（1603年）に7歳で豊臣秀頼と結婚した。
刑部卿局は千姫の教育係として京風の作法を教えた。『土屋知貞私記』に刑部卿局を「御姫様之御乳母」とする記述がある。
慶長20年（1615年）の大坂夏の陣では、千姫に付き従い大坂城を脱出した。『徳川実紀』『寛政重修諸家譜』では堀内氏久・南部左門の護衛を受け、徳川家康の本陣まで送り届けられたとある。
『寛政重修諸家譜』によれば、徳川家康と秀忠は、千姫の城外脱出における刑部卿局の計らいを喜び、刑部卿局の孫にあたる内藤伊知（蔵人、清左衛門）を取り立て、700石を与えて徳川頼宣に附属させたという。『寛政重修諸家譜』によれば、内藤伊知の父は大坂の陣で木村重成に属し、八尾の戦いにおいて21歳で戦死した内藤政勝（新十郎）である。『徳川実紀』元和6年（1620年）閏12月条にも「内藤宮内少輔政勝が弟東福寺の僧たりしが今年江戸に参り大納言殿に近侍す母は刑部卿の局とて天樹院御方の老女たり後に内藤勝兵衛直信といふこれなり」とあり、刑部卿局の夫は内藤政勝・直信兄弟の父内藤政貞（内藤重政の曾孫）ということになる。
『土屋知貞私記』によれば、木村重成に属して討死した内藤新十郎（内藤長秋）は刑部卿局の子である。

### 大坂落城後の千姫と刑部卿局
元和2年（1616年）千姫は本多忠刻と再婚するが、それに先立って豊臣家との縁を切るために形式的に満徳寺に入山し、侍女の刑部卿局が千姫の代わりとして入山し満徳寺の住職となったとの寺伝がある（後述）。
寛永3年（1626年）に本多忠刻が没すると、千姫は娘の勝（のちに池田光政室。円盛院）とともに姫路から江戸に移り住んだ。千姫の上屋敷は江戸城三の丸、中屋敷は江戸城北の丸にあった。刑部卿局も江戸で起居することが多かったとされる。
『徳川実紀』では慶安3年（1650年）11月25日条に「刑部卿局へ時服二」とあるのが最後の出現である。
『江戸名所図会』によれば、大塚にあった普門山大慈寺（臨済宗東福寺派。明治中期に廃寺）は、慶安2年（1649年）の中興に際して刑部卿局（「天寿院殿の侍女」と注記がある）を開基とした。刑部卿局の法号は「大慈寺殿仙林栄寿禅尼」で、沢庵宗彭が銘を撰した墓碑が大慈寺にあった。「慶長」4年（1599年）に80歳あまりで没したと記しているが、「慶長」は誤字とみられる。

## 俊澄尼説
満徳寺の「寺法書出」（文化5年（1808年）提出）によれば、千姫は満徳寺で「天樹院」の法号を与えられ、秀頼との縁を切った上で元和2年（1616年）に本多忠刻に再嫁したとされる。もとより千姫が現実に入寺したわけではなく、刑部卿局が千姫の「御代わり」として満徳寺に入寺し、俊澄尼と号して住職を継いだという。千姫が天樹院（あるいは天寿院）を称するのも実際には忠刻の死後である。
満徳寺の史料では、「満徳寺過去帳」に「十二日　慶安三庚寅五月　満徳寺中興大一房俊澄上人　天樹院殿御乳人　刑部卿事浅井殿末の息女　俊澄ハ刑部卿殿娘」、「満徳寺代々上人法号」に「満徳寺中興大一房俊澄上人　慶安三庚寅年五月十二日　江州小谷之城主浅井肥前守長政娘」とある。これを信じれば俊澄尼（刑部卿局）は淀殿や徳川秀忠正室の崇源院の姉妹、千姫のおばということになる。なお満徳寺は明治5年（1872年）に廃寺となるが、最後の住職は還俗した際に、中興開山である刑部卿局（俊澄尼）の俗姓にちなみ、「浅井」を姓としている。
俊澄尼＝刑部卿局が浅井長政の娘であるという説について、穂積重遠は『離縁状と縁切寺』（1942年）においてはなはだ疑わしいとしている。
さらに、刑部卿局と俊澄尼が同一人物であるという点についても、刑部卿局が満徳寺に入山後も江戸城で起居しているなど否定的な材料が多い。高木侃は『縁切寺満徳寺の研究』中で「満徳寺過去帳」および清浄光寺の「藤沢山過去帳」では俊澄尼の遷化は慶安3年（1650年）5月12日とされるが、『徳川実紀』の同年11月25日条に「刑部卿局へ時服二」とあるため刑部卿局と俊澄尼を同一人物とみることはできないとする。さらに『徳川満徳寺史』では、「藤沢山過去帳」に「大一坊　上州徳川万徳寺　慶安三庚寅年五月十二日六十才」とあるため俊澄尼は元和元年時点では24～25歳となり、千姫の乳母ないし老女（侍女のかしら）となることはできず、年齢の面からも俊澄尼を刑部卿局と同一人物とみることはできないとしている。
俊澄尼の墓は満徳寺跡にある。

## 海津説
尾島町誌編集委員会編『徳川満徳寺史』では、刑部卿局と同じく千姫に仕えた女性、海津を同一人物とする説を採り上げている。
- 刑部卿局、海津はいずれも大坂夏の陣で千姫に従い大坂城を脱出した侍女である。
- 両者ともその後は江戸城内で千姫の側仕えをしている。
- 海津の没年月日は明暦元年（1655年）乙未12月20日だが、刑部卿局が最後に記録に現れるのは『徳川実紀』慶安3年（1650年）5月12日条であることから矛盾しない。
- 「満徳寺過去帳」は「刑部卿」を「浅井殿末の息女」とするが海津も浅井明政の娘である。

刑部卿局の子内藤政勝は元和元年（1615年）に21歳で戦死しているから生年は文禄4年（1595年）、海津の子三好直政は寛永7年（1630年）に30歳で死去しているから生年は慶長6年（1601年）となるので、彼らの母刑部卿局＝海津は内藤政貞に嫁いだ後浅井政高と再婚したことになる。
また同書では「満徳寺過去帳」に「十二日　慶安三庚寅五月　満徳寺中興大一房俊澄上人　天樹院殿御乳人　刑部卿事浅井殿末の息女　俊澄ハ刑部卿殿娘」とあることから、満徳寺住職となった俊澄尼を刑部卿局の娘とみる。俊澄尼は「藤沢山過去帳」に「大一坊　上州徳川万徳寺　慶安三庚寅年五月十二日六十才」とあることから天正19年（1591年）の生まれで父は内藤政貞となる。

## 備考
- 18世紀頃に成立した[20]『柳営婦女伝系』[注釈 3]に収録された松坂局の伝記では、松坂局が好んで語っていた物語として以下のような話を載せる。大坂落城の間際、淀殿は千姫の着物の袖を自分の膝の下に敷き、人質とする構えで少しも離そうとしない様子であったが、刑部卿局が機転を利かせ、秀頼が今自害したかのように秀頼の名を叫んだため、淀殿は驚いて秀頼のもとへ走って行った。その隙に刑部卿局と御側侍女3人ばかりで岡山の家康本陣に立ち退いた。しかし松坂局はこれに遅れて千姫を見失ってしまい、ある陣所で千姫の行方を訪ねてようやく家康本陣にたどり着いたという[22]。

## 登場作品
小説
- 千姫絵姿（澤田ふじ子著）

映画
- 吉田御殿（1937年、藤間房子）

テレビドラマ
- 血槍坂崎（1959年、小沢咲子）
- 大坂城の女（1970年、夏川静枝／渡辺美佐子）
- 真田太平記（1985年、芦沢孝子）
- 春日局（1989年、花悠子）
- 姫将軍大あばれ（1995年、岩崎真弓）

舞台
- 坂崎出羽守（1921年、岩井粂三郎）
- 坂崎出羽守（1922年、市川鬼丸）